# Кубок світу з біатлону 2014—2015, естафета, чоловіки
Змагання заліку чоловічих естафет в програмі Кубку світу з біатлону 2014-2015 розпочалися 13 грудня 2014 року на другому етапі в австрійському Гохфільцені й завершилися 13 березня 2015 року на Чемпіонат світу з біатлону 2015 у фінському Контіолагті. За підсумками сезону 2013-2014 свій титул найкращої естафетної команди відстоюватиме збірна Німеччини.

## Формат
В естафеті від кожної команди змагаються чотири біатлоністи, кожен з яких пробігає три кола загальною довжиною 7,5 км, виконуючи дві стрільби з положення лежачи й стоячи. На кожній стрільбі біатлоніст повинен влучити в п'ять мішеней. Для цього він має 8 патронів, але спочатку в магазині тільки п'ять, додаткові патрони спортсмен повинен заряджати по одному. За кожну нерозбиту мішень біатлоніст повинен пробігти штрафне коло завдовжки 150 м. Гонка проводиться із загальним стартом. Першу стрільбу першого етапу біатлоністи повинні виконувати на установках, визначених їхнім стартовим номером. Надалі біатлоністи виконують стрільбу з установки, яка відповідає поточному місцю в гонці.

## Призери сезону 2013–14
| Медаль  | Країна    | Очки |
| ------- | --------- | ---- |
| Золото: | Німеччина | 194  |
| Срібло: | Швеція    | 194  |
| Бронза: | Австрія   | 191  |

## Переможці та призери
| Етап:                                                                | Золото:                                                                        | Час                                                       | Срібло:                                                                          | Час                                                       | Бронза:                                                                  | Час                                                       |
| Гохфільцен Протокол [Архівовано 13 грудня 2014 у Wayback Machine.]   | Росія Максим Цвєтков Тимофій Лапшин Дмитро Малишко Антон Шипулін               | 1:16:14.8 (0+0) (0+0) (0+1) (0+0) (0+0) (0+0)             | Франція Сімон Фуркад Жан-Гійом Беатрікс Сімон Детьє Мартен Фуркад                | 1:16:35.0 (0+0) (0+0) (0+0) (0+1) (0+0) (0+2) (0+1) (0+0) | Норвегія Йоганнес Бо Еміль Хегле Свендсен Ларс Хегле Біркеланд Тар'єй Бо | 1:16:42.7 (0+1) (0+0) (0+2) (0+3) (0+0) (0+3)             |
| Обергоф Протокол [Архівовано 4 жовтня 2015 у Wayback Machine.]       | Росія Євген Гаранічев Тимофій Лапшин Дмитро Малишко Антон Шипулін              | 1:15:24.1 (0+1) (0+1) (0+2) (0+1) (0+3) (1+3) (0+0) (0+1) | Норвегія Хастад Ветле Крістіансен Александер Ус Йоганнес Бо Уле-Ейнар Б'єрндален | 1:15:26.4 (0+0) (0+2) (0+0) (0+1) (0+0) (1+3) (0+1) (0+3) | Франція Сімон Фуркад Жан-Гійом Беатрікс Сімон Детьє Кентен Фійон-Майє    | 1:16:56.4 (0+1) (0+2) (0+1) (0+1) (0+2) (1+3) (0+1) (0+1) |
| Рупольдинг Протокол [Архівовано 16 січня 2015 у Wayback Machine.]    | Норвегія Уле-Ейнар Б'єрндален Ерлен Б'єнтегор Йоганнес Бо Еміль Хегле Свендсен | 1:09:42.3 (0+1) (0+0) (0+0) (0+1) (0+1) (0+3) (0+1) (0+1) | Німеччина Ерік Лессер Андреас Бірнбахер Арнд Пайффер Сімон Шемпп                 | 1:09:46.9 (0+0) (0+1) (0+1) (0+0) (0+0) (0+1) (0+1) (0+0) | Росія Євген Гаранічев Тимофій Лапшин Олексій Волков Антон Шипулін        | 1:09:50.7 (0+0) (0+1) (0+2) (0+2) (0+1) (0+0) (0+1) (0+1) |
| Антхольц Протокол [Архівовано 27 січня 2015 у Wayback Machine.]      | Норвегія Уле-Ейнар Б'єрндален Тар'єй Бо Йоганнес Бо Еміль Хегле Свендсен       | 1:15:36.7 (0+1) (0+0) (0+1) (0+1) (0+2) (0+0) (0+0) (0+0) | Німеччина Ерік Лессер Даніель Бем Арнд Пайффер Сімон Шемпп                       | 1:15:53.1 (0+0) (0+0) (0+0) (0+3) (0+0) (0+1) (0+1) (0+2) | Франція Сімон Фуркад Кентен Фійон-Майє Сімон Детьє Жан-Гійом Беатрікс    | 1:16:18.7 (0+0) (0+0) (0+0) (0+1) (0+1) (0+2) (0+1) (0+0) |
| Голменколлен Протокол [Архівовано 17 лютого 2015 у Wayback Machine.] | Росія Євген Гаранічев Максим Цвєтков Дмитро Малишко Антон Шипулін              | 1:16:16.6 (0+1) (0+1) (0+0) (0+0) (1+3) (0+0) (0+0) (0+0) | Німеччина Ерік Лессер Андреас Бірнбахер Арнд Пайффер Сімон Шемпп                 | 1:16:16.8 (0+0) (0+0) (0+0) (0+1) (0+3) (0+0) (0+1) (0+1) | Австрія Даніель Мезотіч Сімон Едер Свен Ґроссеґґер Домінік Ландертінгер  | 1:17:07.5 (0+0) (0+1) (0+1) (0+0) (0+2) (0+0) (0+0) (0+2) |
| Контіолагті Протокол [Архівовано 30 січня 2016 у Wayback Machine.]   | Німеччина Ерік Лессер Даніель Бем Арнд Пайффер Сімон Шемпп                     | 1:13:49.5 (0+0) (0+0) (0+0) (0+2) (0+0) (0+0) (0+0) (0+1) | Норвегія Уле-Ейнар Б'єрндален Тар'єй Бо Йоганнес Бо Еміль Хегле Свендсен         | 1:14:04.9 (0+0) (0+0) (0+0) (0+3) (0+0) (0+2) (0+0) (0+1) | Франція Сімон Фуркад Жан-Гійом Беатрікс Кентен Фійон-Майє Мартен Фуркад  | 1:14:23.1 (0+0) (0+0) (0+1) (0+1) (0+1) (0+0)             |

## Нарахування очок
| Місце | 1  | 2  | 3  | 4  | 5  | 6  | 7  | 8  | 9  | 10 | 11 | 12 | 13 | 14 | 15 | 16 | 17 | 18 | 19 | 20 | 21 | 22 | 23 | 24 | 25 | 26 | 27 | 28 | 29 | 30 | 31 | 32 | 33 | 34 | 35 | 36 | 37 | 38 | 39 | 40 |
| ----- | -- | -- | -- | -- | -- | -- | -- | -- | -- | -- | -- | -- | -- | -- | -- | -- | -- | -- | -- | -- | -- | -- | -- | -- | -- | -- | -- | -- | -- | -- | -- | -- | -- | -- | -- | -- | -- | -- | -- | -- |
| Очки  | 60 | 54 | 48 | 43 | 40 | 38 | 36 | 34 | 32 | 31 | 30 | 29 | 28 | 27 | 26 | 25 | 24 | 23 | 22 | 21 | 20 | 19 | 18 | 17 | 16 | 15 | 14 | 13 | 12 | 11 | 10 | 9  | 8  | 7  | 6  | 5  | 4  | 3  | 2  | 1  |

## Таблиця
| #  | Збірна          | ГОХ | ОБР | РУП | АНТ | ГОЛ | ЧС | Разом |
| -- | --------------- | --- | --- | --- | --- | --- | -- | ----- |
| 1  | Росія           | 60  | 60  | 48  | 40  | 60  | 43 | 311   |
| 2  | Норвегія        | 48  | 54  | 60  | 60  | 32  | 54 | 308   |
| 3  | Німеччина       | 40  | 43  | 54  | 54  | 54  | 60 | 305   |
| 4  | Франція         | 54  | 48  | 43  | 48  | 38  | 48 | 279   |
| 5  | Австрія         | 43  | 28  | 40  | 43  | 48  | 40 | 242   |
| 6  | Україна         | 32  | 40  | 30  | 36  | 36  | 32 | 206   |
| 7  | Канада          | 38  | 34  | 32  | 32  | 40  | 22 | 198   |
| 8  | Чехія           | 36  | DNF | 38  | 38  | 43  | 38 | 193   |
| 9  | Словенія        | 31  | 30  | 36  | 29  | 29  | 34 | 189   |
| 10 | Швейцарія       | 30  | 38  | 26  | 24  | 31  | 36 | 185   |
| 11 | Італія          | 34  | 27  | 27  | 31  | 34  | 29 | 182   |
| 12 | Білорусь        | 23  | 29  | 34  | 26  | 30  | 31 | 173   |
| 13 | Болгарія        | 26  | 36  | 25  | 25  | 28  | 25 | 165   |
| 14 | Словаччина      | 24  | 26  | 29  | 30  | 26  | 30 | 165   |
| 15 | Естонія         | 25  | 31  | 24  | 27  | 23  | 26 | 156   |
| 16 | Казахстан       | 28  | 25  | 19  | 19  | 25  | 24 | 140   |
| 17 | Швеція          | 29  | DSQ | 28  | 28  | 27  | 23 | 135   |
| 18 | Румунія         | 20  | 24  | 21  | 22  | 22  | 19 | 128   |
| 19 | США             | 27  | DNS | 31  | 34  | —   | 27 | 119   |
| 20 | Велика Британія | 17  | 20  | 17  | 20  | 20  | 17 | 111   |
| 21 | Польща          | 21  | 21  | 23  | 21  | —   | 21 | 107   |
| 22 | Фінляндія       | DNS | 32  | 22  | 23  | —   | 28 | 105   |
| 23 | Литва           | 22  | 19  | 16  | —   | 24  | 18 | 99    |
| 24 | Японія          | 18  | 22  | 20  | 18  | —   | 20 | 98    |
| 25 | Латвія          | 19  | 23  | 18  | —   | 21  | 15 | 96    |
| 26 | Південна Корея  | —   | —   | —   | —   | —   | 16 | 16    |
| 27 | Сербія          | —   | —   | —   | —   | —   | 14 | 14    |